# Вымораживание судна
Вымораживание или выморозка судна — способ обеспечения доступа к подводной части судовой обшивки в зимнее время для осуществления ремонта. Идея метода заключается в периодическом удалении верхнего слоя льда вокруг корпуса, которое проводится через определённые промежутки времени давая возможность ледяной поверхности укрепиться и промёрзнуть снизу под действием мороза. Частота этих операций определяется температурой окружающей среды, они повторяются до тех пор, пока судно не окажется стоящим в ледяной полости. Иногда выморозка применяется и для гидротехнических работ при обнажении участка дна водоёма или подводной части стационарных сооружений.
Данная методика использовалась с давних времён в северных районах СССР и России (в бассейнах сибирских рек, у побережья Белого моря) на судах промыслового флота для проверки и ремонта корпусов, элементов винто-рулевой группы и т. п. При устойчивых низких температурах на реках Сибири и в центральной части Советского Союза в прочной пресноводной ледяной корке удаётся углубляться в лёд на толщину более полутора метров; в арктических районах и в водоёмах с небольшой солёностью воды (бухта Тикси) за шесть или семь зимних месяцев известны случаи заглубления в толщу льда на три с половиной метра.